# Ingeborg von Breitenbuch
Ingeborg von Breitenbuch (* 27. Januar 1909 in Metz; † 1. Juli 1997 in St. Louis (USA)) wirkte als Hausdame im sogenannten „Zeugenhaus“ in Nürnberg, in welchem während der Nürnberger Prozesse Zeugen und Verteidiger einquartiert waren, und war somit eine Zeitzeugin.

## Leben und Wirken
Ingeborg von Breitenbuch wurde als älteste von vier Töchtern des Major a. D. Dietrich Ludwig von Breitenbuch, Herr auf Ranis, und der Herta Rassmus am 27. Januar 1909 geboren.
Am 28. Juni 1934 heiratete sie den ungarischen Grafen Hugo Kálnoky von Kőröspatak. Nach der Vertreibung aus deren Siebenbürger Heimat wurde sie im Herbst 1945, hochschwanger, von der US-amerikanischen Militärverwaltung in Nürnberg als Hausdame für die Zeugen und Verteidiger des Nürnberger Prozesses eingestellt, die im sogenannten Zeugenhaus wohnten. Während dies bis in die 1990er Jahre nicht bekannt war, änderte sich dies durch die intensiven Recherchen von Christiane Kohl, die aufbauend auf den aufgefundenen Gästebüchern des Zeugenhauses und Interviews mit Ingeborg Kalnoky den Roman Das Zeugenhaus schrieb, der 2005 erschien und als Grundlage für den Film „Das Zeugenhaus“ mit u. a. Iris Berben und Matthias Brandt diente.
Bei den Bewohnern des Zeugenhauses handelte es sich um bekannte Persönlichkeiten wie zum Beispiel Gestapo-Chef Rudolf Diels, die Ehefrau von Baldur von Schirach, Gisela Limberger (ehemalige Privatsekretärin von Hermann Göring), Karl Haushofer sowie die Verteidiger der Angeklagten Hjalmar Schacht, Alfred Jodl, Karl Dönitz, Fritz Wiedemann (Hitlers Adjutant bis 1939) und Hitlers Leibfotograf Heinrich Hoffmann. Ebenfalls hielten sich aus Konzentrationslagern Befreite und von den Nationalsozialisten Verfolgte im Haus auf, darunter der letzte sozialdemokratische Innenminister Preußens, Carl Severing.
Nach ihrer Tätigkeit in Nürnberg wanderte Breitenbuch mit ihrem Mann und den drei Kindern in die USA aus, wo ihre Ehe am 4. Dezember 1953 in Washington, D.C. geschieden wurde. Sie heiratete am 18. Dezember 1954 in Mobile (Alabama), USA, Hilmar Teubert. 1974 veröffentlichte sie bei Bobbs-Merrill ihre Erinnerungen über ihre Zeit im „Zeugenhaus“. Sie starb am 1. Juli 1997 in St. Louis (USA).

## Werke (Auswahl)
- The Guest House: A Nuremberg Memoir of Countess Kalnoky, mit Ilona Herisko, 1974, Bobbs-Merrill, ISBN 978-0672518270